# Coriolan (Beethoven)
Pour les articles homonymes, voir Coriolan.

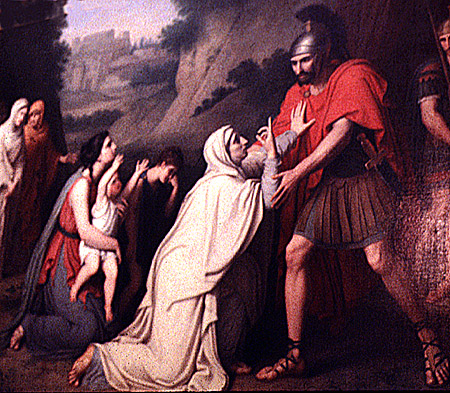
Veturia aux pieds de Coriolan
Tableau de Gaspare Landi (1756-1830)

Coriolan, opus 62, de Ludwig van Beethoven, est une ouverture symphonique en do mineur, composée en 1807. Il s'agit, avec Egmont (1810), de la plus célèbre des ouvertures de Beethoven et, par sa puissance expressive et dramatique, d'une des œuvres les plus caractéristiques du style dit « héroïque » du compositeur.
L'ouverture Coriolan fut dédiée à Heinrich Joseph von Collin, auteur dramatique autrichien qui avait écrit en 1802 une tragédie intitulée Coriolanus et inspirée de la biographie de Plutarque. Beethoven et Collin entendaient initialement faire une musique pour accompagner l'œuvre théâtrale, mais c'est comme pièce du répertoire symphonique que l'œuvre fut créée et elle le resta.

## Argument
La pièce de Collin s'inspire de l'histoire de Caius Marcius Coriolanus, général romain, qui avait reçu le surnom de Coriolan pour avoir pris la cité volsque de Corioles en 493 av. J.-C.. Exilé de Rome après s'être violemment querellé avec l'institution des tribuns de la plèbe nouvellement créée, Coriolan fait allégeance aux Volsques qu’il avait autrefois combattus. Il les persuade de rompre le traité passé avec Rome et de lever une armée d’invasion. Lorsque les troupes volsques menées par Coriolan menacent Rome, les matrones romaines, dont son épouse Volumnia et sa mère Veturia, sont envoyées pour le dissuader d’attaquer. Voyant sa mère, son épouse et leurs enfants se jeter à ses pieds, Coriolan fléchit, ramène ses troupes aux frontières du territoire romain et se suicide. C'est de cette dernière partie de l'histoire que Beethoven s'est inspiré pour écrire son ouverture.

## Musique
Deux thèmes principaux émaillent l'ouverture : le premier, véhément et puissant, en do mineur, représente la volonté farouche et la détermination de Coriolan devant les murs de Rome. Le second, apaisé et chaleureux, en mi bémol majeur, symbolise les prières des femmes. Les deux thèmes se succèdent dans l'exposition et la réexposition, donnant l'effet de l'hésitation. Après un bref rappel du premier thème, la coda conclut l'œuvre par une dissolution du premier thème, évocation intense du sacrifice héroïque de Coriolan.

## Orchestration
| Instrumentation de Coriolan                                          |
| Cordes                                                               |
| premiers violons, seconds violons, altos, violoncelles, contrebasses |
| Bois                                                                 |
| 2 flûtes, 2 hautbois, 2 clarinettes en si♭, 2 bassons                |
| Cuivres                                                              |
| 2 cors, 2 trompettes                                                 |
| Percussions                                                          |
| timbales                                                             |

Durée: environ 7 minutes

## Repères discographiques
- Wilhelm Furtwängler, concert avec le Philharmonique de Berlin, 1943 (SWF)
- Herbert von Karajan, avec le Philharmonia Orchestra, 1953 (EMI)
- Symphonie n°3 en mi bémol majeur, op. 55, "Héroïque" ; "Coriolan", op. 62, ouverture ; "Egmont", op. 84, ouverture - Orchestre Philharmonique Tchèque, dir. Paul Kletzki (CLA-CD 101, Les Génies du Classique)